# Бажаны (Днепропетровская область)
Бажаны (укр. Бажани) — село,
Дмитровский сельский совет,
Петропавловский район,
Днепропетровская область,
Украина.
Код КОАТУУ — 1223881502. Население по переписи 2001 года составляло 240 человек.

## Географическое положение
Село Бажаны находится на левом берегу реки Самара,
выше по течению на расстоянии в 2 км расположено село Дмитровка,
ниже по течению на расстоянии в 1,5 км расположено село Олефировка.
Река в этом месте извилистая, образует лиманы, старицы и заболоченные озёра.
Рядом проходят автомобильная дорога М-04 (E 50) и
железная дорога, станция Богуславский в 5-и км.